# سريولة المتوسط

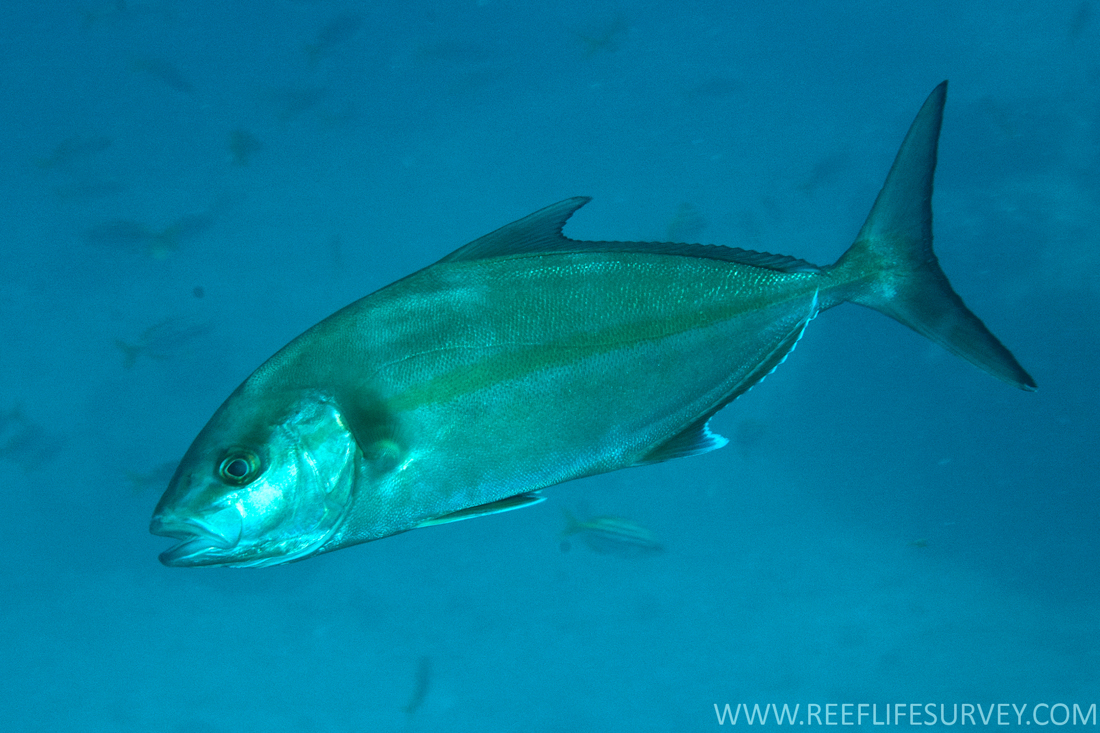

سِريُولة المتوسط هو نوع من الحيوانات المفترسة شعاعيات الزعانف في فصيلة الشيميات التي تحوي جنس بنبان أيضًا. توجد في البحار المعتدلة وشبه الاستوائية والاستوائية حول العالم.